# Giovanni Carlo Bonlini
Giovanni Carlo Bonlini (Venezia, 7 agosto 1673 – Venezia, 20 gennaio 1731) è stato un letterato italiano.
Nacque da Costantino e Giulia Noris. Il padre era riuscito ad acquistare il titolo di patrizio veneto qualche anno prima grazie all'eredità del nonno Francesco, ricco droghiere di origini bresciane.
Non si conosce molto della sua vita, ma fu certamente uno scrittore per diletto e non per professione, appassionato di musica e letteratura e abbastanza noto nella Venezia di allora. Non è chiaro per quale motivo abbia pubblicato le opere a noi pervenute anonimamente o sotto pseudonimo.
Nel 1699 diede alle stampe, come Giovanni Birlic, lo studio storiografico Istoria della vita di Carlo V Duca di Lorena e di Bar, cavata dagli autentici autori francesi. 
Il suo lavoro più importante è però un catalogo delle opere teatrali rappresentate a Venezia, pubblicato anonimamente come Le Glorie della Poesia e della Musica contenute nell'esatta notizia de' Teatri della città di Venezia, e nel catalogo purgatissimo dei drammi quivi sin hora rappresentati, con gl'auttori della poesia e della musica e con le annotazioni ai suoi luoghi propri (Buonarrigo, 1730). L'opera fu successivamente continuata da Antonio Groppo come Catalogo di tutti i drammi musicali rappresentati ne' gli Teatri della città di Venezia (1745).
Lo scritto si colloca in un'epoca fondamentale per il teatro veneziano: nel Seicento erano stati aperti sedici nuovi teatri pubblici (cui si aggiungevano quelli già esistenti), nei quali si svolgevano continuamente varie rappresentazioni teatrali. Inoltre, è assolutamente fondamentale per ricostruire la storia del melodramma veneziano e per trarne un giudizio critico, visto che tratta tutto il periodo che va dalle sue origini sino al 1730.